# Roye (Somme)
Roye je francouzská obec v departementu Somme v regionu Hauts-de-France. V roce 2010 zde žilo 6 326 obyvatel. Je centrem kantonu Roye